# Bolbihithis
Bolbihithis is een geslacht van uitgestorven kreeftachtigen uit de klasse van de Ostracoda (mosselkreeftjes).

## Soorten
- Bolbihithis abdominalis Schallreuter, 1981 †
- Bolbihithis altonodus (Sarv, 1959) Schallreuter, 1967 †
- Bolbihithis lineapunctatus Schallreuter, 1986 †
- Bolbihithis olbinis Sidaravichiene, 1992 †
- Bolbihithis superus Sidaravichiene, 1992 †